# Domokos József (elektronikai mérnök)
Domokos József (Szováta, 1978. február 20. –)  erdélyi elektronikai és távközlési mérnök, egyetemi oktató.

## Életútja
1992 és 1996 között a marosvásárhelyi Bolyai Farkas Elméleti Líceum tanulója volt, Utána elvégezte a kolozsvári Műszaki Egyetem elektronika és távközlés szakát (1996–2001), majd az akkor egyéves mesterképzést multimédiás technológiák szakon. 2009-ben doktori címet (PhD) szerzett ugyanott  a folyamatos beszédfelismerés és természetesnyelv-feldolgozás témában. 2010-től 2013-ig posztdoktori kutató ugyancsak a kolozsvári Műszaki Egyetemen.
2004-től a Sapientia Erdélyi Magyar Tudományegyetem főállású oktatója (2004–2006 gyakornok, 2006–2009 tanársegéd, 2009–2019 adjunktus, 2019-től docens), közben posztdoktori kutató is (2010–2013).  2014–2020 között a villamosmérnöki tanszék vezetője, 2021 óta a Sapientia Erdélyi Magyar Tudományegyetem Marosvásárhelyi Karának dékánja.
2014 óta a marosvásáhelyi Vályi Gyula Matematikai Társaság elnöke, 2023-tól az Erdélyi Magyar Műszaki Tudományos Társaság energetika-elektrotechnika szakosztályának elnöke és a Számokt-Enelko multikonferencia társelnöke. Tagja a EURASIP (European Association for Signal Processing) társaságnak.

## Munkássága
Kutatási témai: beszédtechnológia, Java alapú webalkalmazások, jelfeldolgozás.

### Könyvei
- Domokos József, Papp Sándor: Analóg elektronika gyakorlatok, Scientia Kiadó, Kolozsvár, 2019 ISBN 978-606-9750-22-3
- Domokos József: Capitole selectate din tehnologia vorbirii, Editura Risoprint, Kolozsvár, 2018,  ISBN 978-973-53-2285-4
- Sebestyén Júlia, Domokos József: Szemelvények a Vályi Gyula Matematikai Társaság huszonöt éves tevékenységeiből, Marosvásárhely, 2018, 149 o. ISBN 978-973-0-27634-3
- Sebestyén Júlia, Domokos József:  Szemelvények a Vályi Gyula Matematikai Társaság 20 éves tevékenységeiből, Studium Kiadó, Marosvásárhely, 2015, 124 o.
- Domokos József (szerk.): MACRo2010, Scientia Kiadó, Kolozsvár, 2010, ISBN 978-973-1970-39-4
- Ágoston Katalin, Domokos József, Márton Lőrinc: Érzékelők és jelátalakítók, Scientia Kiadó, Kolozsvár, 2007. ISBN 978-973-7953-76-6

### Cikkei (válogatás)
- József Domokos, Gavril Toderean: Continuous speech phoneme recognition using dynamic artificial neural networks, Automation, Computers, Applied Mathematics – ACAM No. 1, Volume 17/2008, pp. 5–11.
- József Domokos, Gavril Toderean: Text Conditioning and Statistical Language Modeling Aspects for Romanian Language, Acta Universitatis Sapientiae, Electrical and Mechanical Engineering, Vol. 1/2009, pp. 187–197.
- Attila Aszalos, József Domokos, Tamás Vajda, Sándor Tihamér BRassai, László Dávid: Exambrev – Integrated System for Patent Application, Acta Universitatis Sapientiae, Electrical and Mechanical Engineering, Vol. 2/2010, pp. 73–86.
- József Domokos, László Sándor, Ovidiu Buza, Gavril Toderean: Romanian Language Voice Browsing for Web Applications Using Grapheme Level Acoustic Modeling, Advanced Engineering Forum, Vol. 8-9/2013, pp. 29 – 36, DOI: 10.4028/www.scientific.net/AEF.8-9.29.
- József Domokos, Ovidiu Buza, Gavril Toderean: Romanian phonetic transcription dictionary for speeding up language technology development, Language resources and evaluation, Vol. 49, Issue 2, 2015, pp. 311–325, Springer,  DOI: 10.1007/s10579-013-9262-z.
- Ö. Darabont, K. J. Kiss, J. Domokos: Evaluation of Different Thin-Client Based Virtual Classroom Architectures, Acta Universitatis Sapientiae, Electrical and Mechanical Engineering, Vol 8, 2016, pp. 42−61.